# 突袭 (游戏)
《突袭》是一款以二战为题材的即时战术游戏，是突袭系列的首作。本游戏由俄罗斯的Fireglow公司开发、德国的CDV Software公司发行。玩家可以在盟军、德军、苏联中选择其中一方。本作更注重于策略，目的是让玩家管理己方的部队单位打败敌人，所以本作中没有传统的即时战略游戏的资源采集及基地建设。

## 资料片
- 永远的突袭